# Емералд Лејк Хилс (Калифорнија)
Емералд Лејк Хилс (енгл. Emerald Lake Hills) насељено је место без административног статуса у америчкој савезној држави Калифорнија.

## Демографија
По попису из 2010. године број становника је 4.278, што је 379 (9,7%) становника више него 2000. године.
| Група             | 2000.         | 2010.         |
| Белци             | 3.366 (86,3%) | 3.463 (80,9%) |
| Афроамериканци    | 22 (0,6%)     | 39 (0,9%)     |
| Азијати           | 201 (5,2%)    | 322 (7,5%)    |
| Хиспаноамериканци | 202 (5,2%)    | 288 (6,7%)    |
| Укупно            | 3.899         | 4.278         |